# Клопотенко Євген Вікторович
Клопотенко Євген Вікторович (нар. 23 листопада 1986 року, Київ, Українська РСР) — український шеф-кухар, ресторатор, громадський активіст, блогер та телеведучий. Співзасновник ресторану «Сто років тому вперед» (Київ) та бістро «Інші» (Львів), ресторану «Полтава», автор популярного в Україні кулінарного сайту klopotenko.com.

## Життєпис
Народився в Києві. Мати — завуч школи, батько — інженер. У 1994 році Євгена відправили до бабусі, яка переїхала жити в Англію на кілька місяців. У школі № 130, де навчався Євген Клопотенко, діяла програма обміну учнями з інших країн. Євген взяв у ній участь і в 1995 році полетів до Італії. Після школи вступив до КУТЕП на факультет міжнародних відносин і здобув можливість пройти практику за кордоном — так він потрапив до німецького McDonald's. Пізніше працював кухарем у мексиканському ресторані в США.

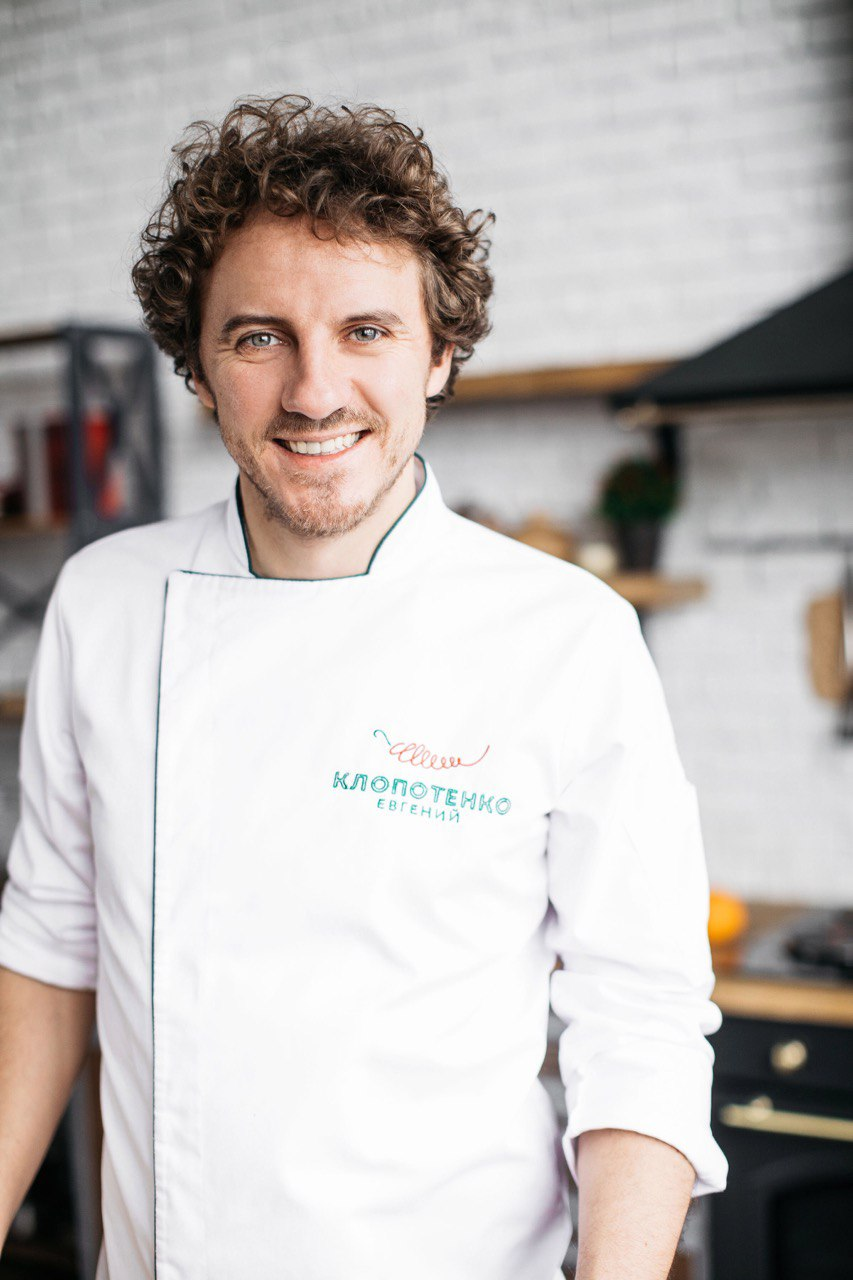
Євген Клопотенко у 2020 році

Після закінчення університету Євген Клопотенко працював офіціантом і адміністратором у ресторані Дмитра Борисова і його компанії «Сім'я ресторанів Дмитра Борисова». Паралельно з цим Євген почав організовувати шоу «CookWars», де змагалися кулінари-аматори в приготуванні страви на задану тематику, після чого гості, що сиділи в залі ресторану, повинні були обрати найкращий результат. Через деякий час шоу «CookWars» закрилося, але завдяки йому Євген познайомився з Денисом Слівновим, партнером по бізнесу. В 2011 році вони разом відкрили компанію з виробництва варення «Гастромайстерня Confiture».

У 2015 році Євген Клопотенко взяв участь у 5 сезоні українського кулінарного шоу «МастерШеф», став його переможцем і заявив, що має намір змінити культуру харчування в Україні. Улітку 2016 року Євген поїхав у Париж, де вчився у французькій кулінарній школі «Le Cordon Bleu». У 2017 році після закінчення навчання повернувся в Україну та почав роботу над зміною культури харчування в країні:
[...] я повернувся з навчання у Франції, я зрозумів, що я не хочу жити ніде. Я хочу пізнавати свою країну, я хочу робити свою країну такого рівня, як і всі країни в світі, а можливо, навіть, і краще.
Спершу він створив власний кулінарний сайт, де публікують його авторські рецепти; окрім цього, публікував свої кулінарні статті в багатьох інтернет-виданнях. Того ж року Клопотенко запустив соціальний проєкт Cult Food, який спрямований на поліпшення системи харчування в українських шкільних їдальнях, а також реформою кухарської освіти в одному з кулінарних коледжів Києва.
У 2017 році команда Євгена Клопотенка отримала грант від Фундації Ашан для молоді на створення нових рецептів страв для харчування у школах України. Результатом реалізації проєкту, на основі відгуків більш ніж 1500 батьків та учнів, стала розробка 110 унікальних рецептів, що згодом увійшли до збірки. У грудні 2018 року Державна служба України з питань безпеки харчових продуктів і захисту споживачів видала Висновок державної санітарно-епідеміологічної експертизи, яким надано дозвіл на впровадження програми. 6 лютого 2019 року відбулася пресконференція, присвячена підбиттю проміжних підсумків програми «Нове шкільне харчування», а 21 лютого збірку опубліковано на сайті проєкту. Одразу після публікації про введення нового шкільного меню окремі міста, такі як Полтава, Кременчук, Рівне, Тернопіль, Каховка, заявили про впровадження нового шкільного харчування. Із початку проєкту Cult Food нове харчування запровадили близько 5000 шкіл у всій Україні.
У 2019 році вийшла книга з авторськими рецептами Євгена Клопотенка «Зваблення їжею: 70 рецептів, які захочеться готувати»[джерело?]. Того ж року кухар увійшов до списку ТОП-10 стильних чоловіків за версією ELLE MAN AWARDS 2019.
У 2020 році питання щодо поліпшення системи харчування у школах України було порушене на державному рівні. Протягом 2020—2021 років відбулися значні зміни в законодавчих нормах, що регулюють харчування дітей у школах і садочках: ухвалений новий Санітарний регламент та Порядок і норми харчування в закладах освіти, розроблені методичні рекомендації щодо закупівель, переобладнувалися їдальні та впроваджувалася НАССР[джерело?]. 2020 року Євген Клопотенко також підписав меморандум про співробітництво з Міністерством освіти і науки України та став висвітлювати реформу профосвіти, а саме поліпшення рівня навчання кухарів. Того ж року вийшла друга книжка «Зваблення їжею з українським акцентом», що містить 70 авторських рецептів Євгена, створених під впливом дослідження історії української кухні.

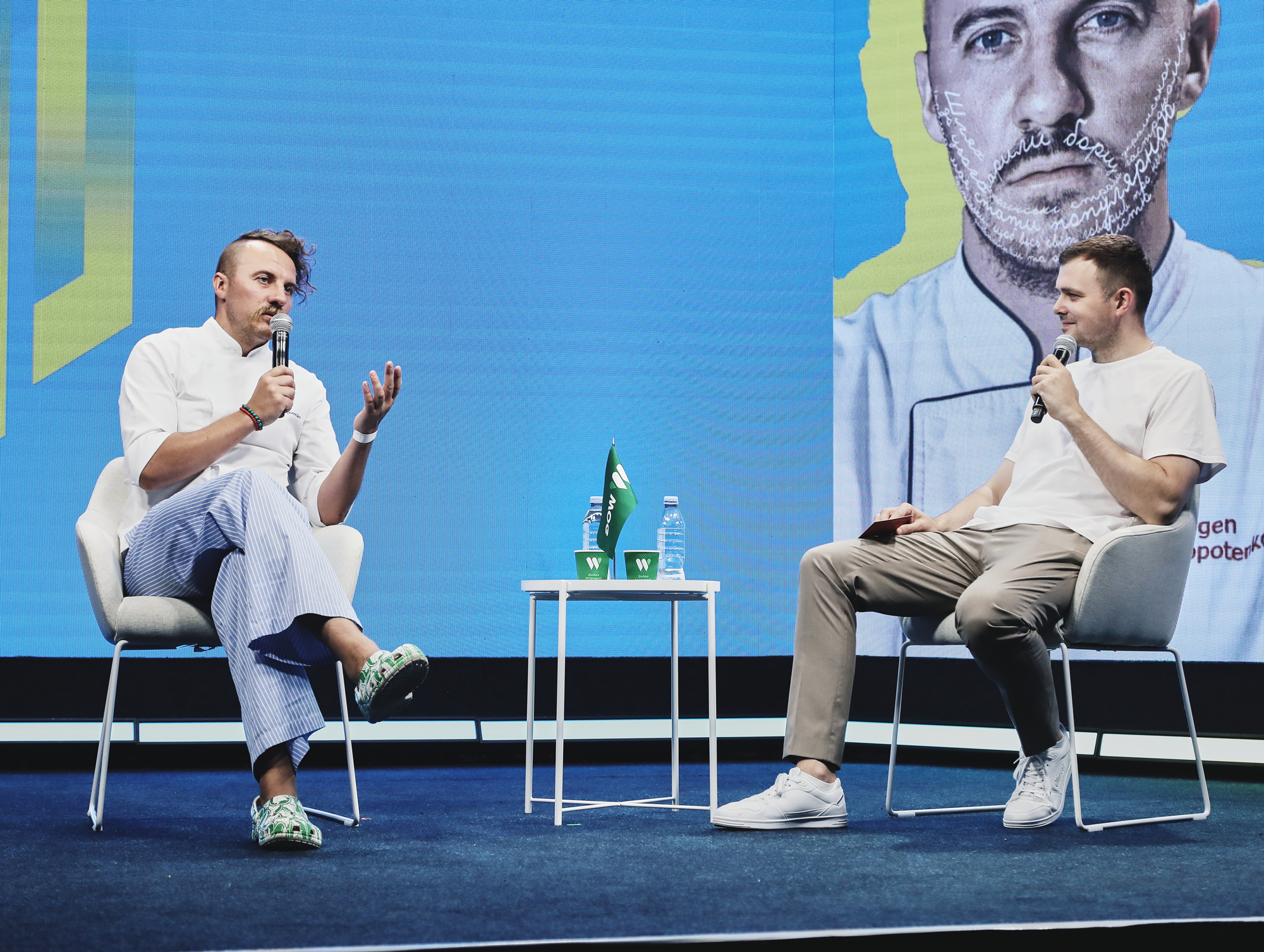
Євген Клопотенко на дні української кухні у Volia Space, серпень 2024

У 2021 році Клопотенко та команда Cult Food у межах робочої групи, створеної за ініціативи першої леді Олени Зеленської, розробили нові чотиритижневі меню для шкільних їдалень, до яких були включені збалансовані та сучасні рецепти. У квітні того ж року Євген Клопотенко увійшов до авторитетного міжнародного списку «50 Next» новаторів гастрономії, які змінюють майбутнє цієї галузі, від міжнародного рейтингу найкращих ресторанів світу The World's 50 Best Restaurants. Він увійшов до складу списку за «поліпшення гастрономічної культури в Україні та популяризацію української кухні у світі». У жовтні 2021 року вийшла книжка «Святкові страви» із 70-ма авторськими рецептами страв до подій, що святкують українці. Також у 2021 році Євген з Ігорем Мезенцевим провели гастротур для європейських журналістів зі Словенії, Хорватії, Італії та Угорщини для ознайомлення з гастрономічною культурою Києва та просування України на світовій гастрономічній арені.
У 2022 році World Influencers and Bloggers Awards 2022 назвали Євгена фудблогером року.

## Просування борщу на міжнародній арені
6 жовтня 2020 року Експертна рада з питань нематеріальної культурної спадщини при Міністерстві культури та інформаційної політики України внесла український борщ до Національного переліку елементів нематеріальної культурної спадщини. Щоб борщ внесли до цього переліку, Євгену знадобилося близько 1,5 року. Для цього він створив громадську організацію «Інститут культури України», а після цього здійснив декілька борщових експедицій, у межах яких зібрано десятки родинних рецептів борщу з різних куточків України.
У серпні 2020 року вийшов документальний фільм «Борщ. Секретний інгредієнт». Проєкт Наталки Якимович та режисера Дмитра Кочнєва при підтримці фонду USAID.
На думку кулінара, борщ є частиною української національної ідентичності на рівні з мовою. Кампанія Клопотенка з просування борщу на міжнародній кулінарній арені мала на меті запобігти присвоєнню Росією української національної страви. Серед причин початку «битви за борщ» стало декілька публікацій та, за словами Клопотенка, згадки борщу як російського супу в меню закладів різних країн. Цьому передувало декілька важливих фактів: у 2019 році на сторінці МЗС Росії було викладено допис, у якому зазначалося, що борщ є однією з найвідоміших російських страв та символом традиційної кухні. У грудні 2020 року міжнародний ресторанний рейтинг Michelin вніс борщ до списку російських страв. Згодом представники рейтингу вибачилися за помилку.

Наступним кроком кампанії стало внесення борщу до списку нематеріальної спадщини ЮНЕСКО. До списку не подавали єдиний рецепт борщу, позаяк існує велика кількість варіантів страви, що обумовлено регіоном та сімейною традицією приготування.

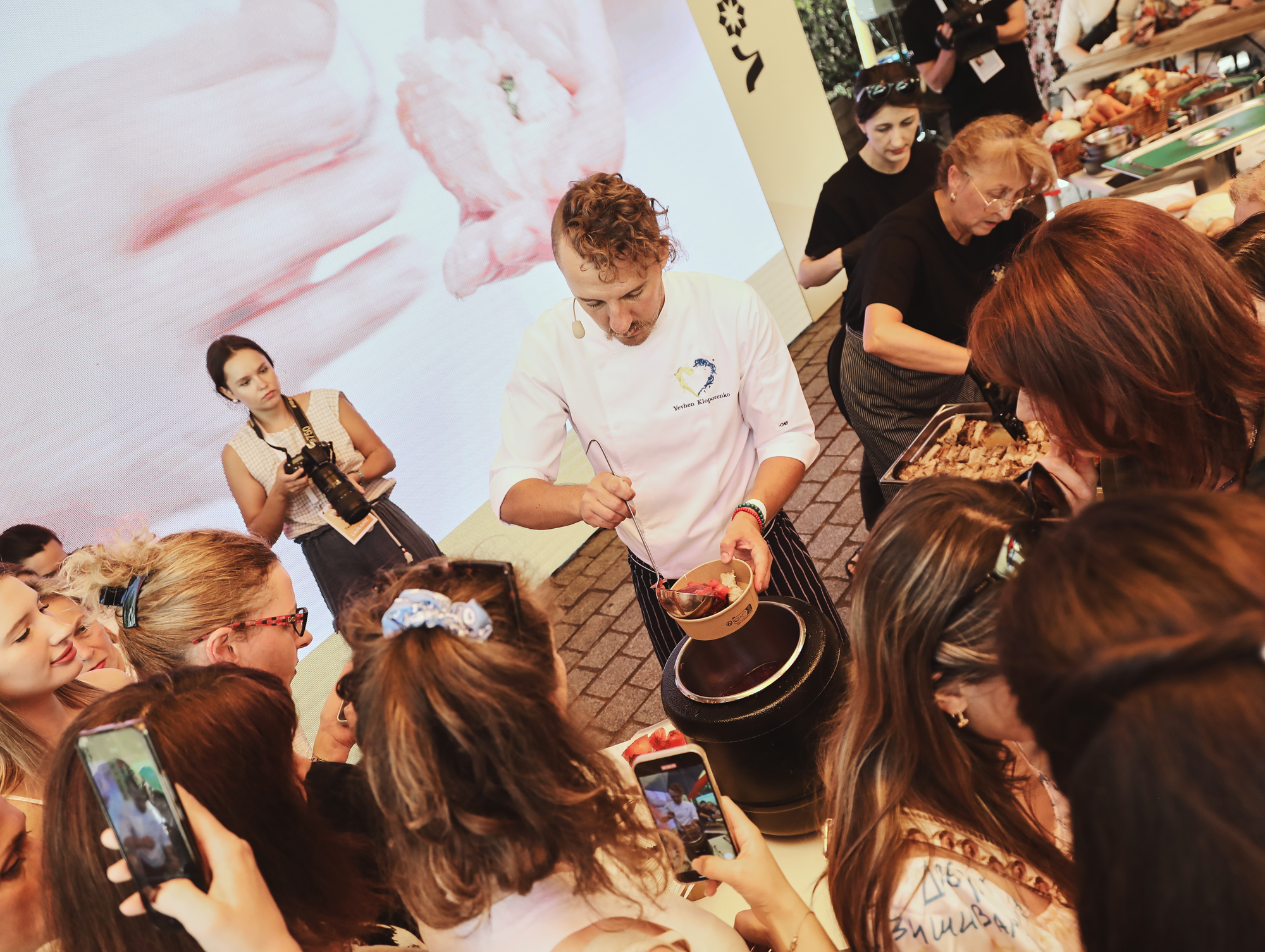
Євген Клопотенко на дні української кухні у Volia Space, серпень 2024

5 березня 2021 року під егідою Міністерства культури Клопотенко приготував 25 борщів за рецептами кожного з українських регіонів на Кіностудії Довженка. Трансляція відбувалася онлайн на YouTube-сторінці «Інституту культури України» та Facebook-сторінці Міністерства культури. Подія стала частиною кампанії з подання заявки до ЮНЕСКО. Статті про «битву за борщ» з'явилися у низці закордонних видань, зокрема The Times, The Washington Post та The New York Times.
1 липня 2022 року на 5-му позачерговому засіданні Міжурядового комітету з охорони нематеріальної культурної спадщини український борщ увійшов до Репрезентативного списку нематеріальної культурної спадщини людства ЮНЕСКО.

## Кулінарна ідеологія
Місія Євгена Клопотенка — відродити багатовікові українські рецепти, модернізувати їх та показати світові багату українську культурну спадщину через їжу. Шеф-кухар поставив собі за мету підсилити статус української кухні у світі.

## Соціальні проєкти
CultFood став ширшим за просто проєкт із поліпшення шкільного харчування. Сьогодні він вміщує в себе напрями: Нове шкільне харчування, Нова кулінарна освіта та Нове дошкільне харчування. Останній знаходиться на стадії розробки.
Зміна харчування в шкільних їдальнях: 13 червня 2017 року Євген Клопотенко отримав грант від фундації «Ашан для молоді» для складання нового рецептурного збірника для шкільних їдалень. Проєкт здійснюється в кілька етапів:
1. розробка нових рецептів,
2. тестування рецептів у школах-партнерах,
3. затвердження рецептурних карт в Науковому центрі превентивної токсикології, харчової та хімічної безпеки імені академіка Л. І. Медведя Міністерства охорони здоров'я України[46],
4. використання нового рецептурного збірника в школах України (чинний збірник рецептур для шкільних їдалень був створений в 1957 році і востаннє коректувався в 1991 році[47])

Нове шкільне меню, над яким працював Євген Клопотенко, впроваджувалося за участі фахівців МОН, МОЗ, Мінекономіки і Держпродспоживслужби та за підтримки Першої леді України Олени Зеленської. 24 травня 2021 року Олена Зеленська та Євген Клопотенко презентували оновлене меню для шкільних їдалень у Києві разом із Планом заходів з реформування системи шкільного харчування в Україні. Нове шкільне меню налічує 160 позицій. Це й традиційні українські страви, такі як полтавський борщ, банош, шпундра, і популярні страви різних кухонь світу, як-от пудинг, синабон, лобіо та бефстроганов.
Реформа кулінарної освіти: У межах співпраці з МОН команда CultFood на чолі з Євгеном Клопотенком:
1. надає пропозиції для оновлення освітніх програм;
2. сприяє стажуванню учнів, майстрів виробничого навчання та викладачів спецдисциплін на підприємствах харчової галузі;
3. залучає учнів до навчання за дуальною формою;
4. проводить тренінги та майстер-класи.

Реформа професійних училищ: У 2020 році Євген Клопотенко стає амбасадором реформи профосвіти. У рамках співробітництва з Міністерством освіти і науки України Є. Клопотенко сприяє поліпшенню навчання кухарів. 
Різдвяни страви у церкві та хейт від користувачів соцмереж.  У кінці 2024 року вирішив зняти з Акімом Галімовим проєкт  з різдвяними  стравами у Києво-Печерській лаврі, на що отримав обурення від вірян у соцмережах, що храм це місце для молитви, а не приготування їжі. Після цього  під одним постом Instagram  він закрив коментар, та оголосив що не хотів нікого образити.  Акім Галімов заступився за колегу .

## Кулінарний онлайн-курс
Євген Клопотенко — автор онлайн-курсу по кулінарії «Мислити як кухар» для тих, «хто хоче навчитися готувати для себе чи своєї родини, і тому, хто вирішив займатися кулінарією професійно».
У 2021 році вийшов новий онлайн-курс Євгена Клопотенка СІМПЛ КУКІНГ.

## Телевізійні проєкти

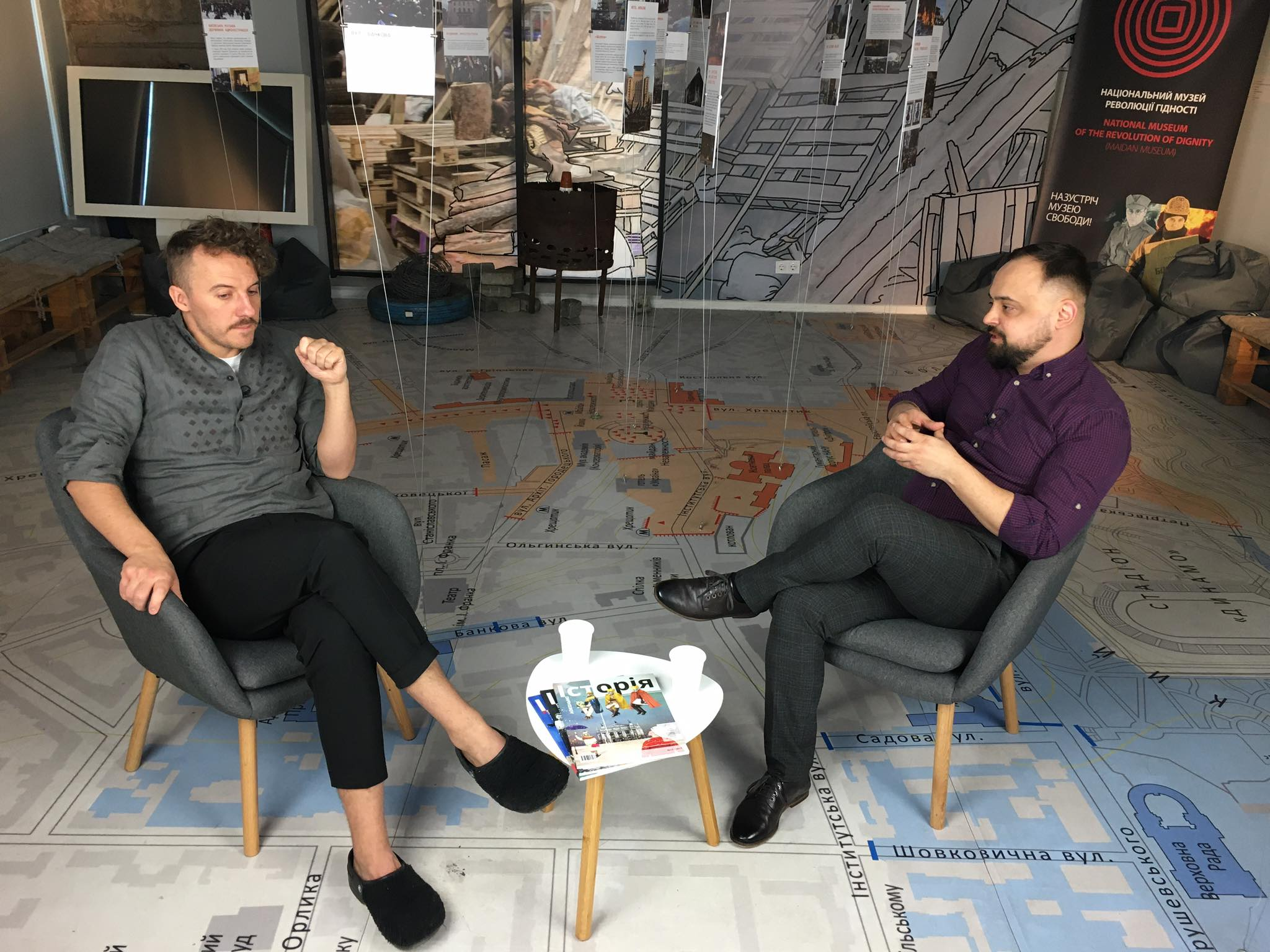
Запис програми «Без Брому з Віталієм Ляскою», 2021 рік

- Запис програми «Без Брому з Віталієм Ляскою», 2021 рік2015 — учасник і переможець проєкту «МастерШеф» 5 сезон, СТБ[60].
- 2015 — 2017 — кулінарний експерт шоу «Все буде смачно», «Все буде добре», СТБ.
- 2017 — кулінарний експерт проєкту «Дешево і сердито», 3 сезон, Новий канал.
- 2018 — 2019 — кулінарний експерт, ведучий шоу «Енеїда» на телеканалі UA: Перший.
- 2018 — по сьогодення – кулінарний експерт шоу «Сніданок» та «Сніданок вихідний» на телеканалі 1+1[61].

В 2017—2020 роках як запрошений гість та кулінарний експерт брав участь у шоу «Сюрприз, сюрприз» (СТБ), програмах «Сьогодні», «Доброго ранку, країно» (телеканал «Україна»), «Новий день» (телеканал «Прямий»), «Сніданок на 1+1. Вихідний» (1+1), «Зірки під гіпнозом» (Новий канал), «Хто зверху?» (Новий канал), «ЖВЛ» (Життя відомих людей) (телеканал 1+1).

## Бізнес
У листопаді 2011 року Євген Клопотенко заснував власну компанію «Гастромайстерня Confiture», яка займається виробництвом варення і конфітюрів. Мета — змінити ставлення людей до варення, показавши, що це ідеальне доповнення до сиру, м'яса тощо. Особливість компанії — незвичайні смакові поєднання. Наприклад, апельсин з лавандою, варення з томатами і базиліком, з яблуками та розмарином, зі сливами, вином і волоськими горіхами.
У березні 2019 року в Києві Євген Клопотенко та Інна Поперешнюк відкрили ресторан сучасної української кухні «Сто років тому вперед».
Навесні 2022 року Євген Клопотенко відкрив бістро «Інші» у Львові та заклад формату стріт-фуд «Інші. Парк» у Івано-Франківську.

## Цікавий факт
- 11 вересня 2024 року зустрівся та пригощав їжею американського актора Майкла Дугласа і державного секретаря США Ентоні Блінкена[66].
- Євген є прихильником українського чистомовства у кулінарії. На своїх сторінках в Instagram та TikTok він пропонує вживати українське «юшка» замість французького «суп», українське «товчанка» — французького «пюре», українське «підлива» — французького «соус» і подібне[67][68].